# Новопавловка (Октябрський район)
Новопавловка — хутір в Октябрському районі Ростовської області Росія. 
Входить до складу Краснокутського сільського поселення.
Населення - 562 особи (2010 рік).

## Географія
Хутір Новопавловка розташовано на лівому березі Малого Несвітаю при впадінні у неї Клопової балки на східній межі міста Новошахтинськ.

### Вулиці
- вул. Камишевська,
- вул. Кар'єрна,
- вул. Московська,
- вул. Первомайська,
- вул. Соціалістична,
- вул. Степова,
- вул. Центральна.

## Історія
У 19 сторіччі називався хутір Кошкин.